# لینکس سیبری
لینکس سیبری (نام علمی: Lynx lynx wrangeli) که همچنین به نام وشق سیبری  شناخته می شود، زیرگونه‌ای از لینکس اوراسیایی است که در خاور دور روسیه، در محدوده استانووی و در شرق رودخانه ینیسی زندگی می‌کند. تا سال ۲۰۱۳، ۵۸۹۰ وشق بالغ در خاور دور روسیه وجود داشت. طعمه این جانور بیشتر شامل شوکای سیبری است. لینکس سیبری دومین زیرگونه بزرگ لینکس اوراسیا است. بر اساس یک مطالعه‌ که در مورد مرگ و میر لینکس های اوراسیا انجام شد، لینکس سیبری به طور متوسط تا ۱۵ سال عمر می کند.